# Радево (Сливенська область)
Ра́дево (болг. Радево) — село в Сливенській області Болгарії. Входить до складу общини Нова Загора.

## Населення
За даними перепису населення 2011 року у селі проживали 218 осіб.
Національний склад населення села:
| Національність   | Кількість осіб | Відсоток |
| ---------------- | -------------- | -------- |
| болгари          | 189            | 95,5 %   |
| цигани           | 0              | 0 %      |
| не визначились   | 7              | 3,5 %    |
| Всього відповіли | 198            |          |

Розподіл населення за віком у 2011 році:
Динаміка населення: